# Wspólnota administracyjna Torgau
Wspólnota administracyjna Torgau (niem. Verwaltungsgemeinschaft Torgau) – wspólnota administracyjna w Niemczech, w kraju związkowym Saksonia, w powiecie Nordsachsen. Siedziba wspólnoty znajduje się w mieście Torgau. Do 29 lutego 2012 należała do okręgu administracyjnego Lipsk.
Wspólnota administracyjna zrzesza jedną gminę miejską oraz jedną gminę wiejską: 
- Dreiheide
- Torgau

Do 31 grudnia 2012 do wspólnoty należała również gmina Zinna, ale następnego dnia została przyłączona do miasta Torgau.